# Passwortliste
Eine Passwortliste (oft auch Wordlist genannt) ist eine Liste von Wörtern, die als Passwort probiert werden können. Diese Listen können mit Programmen generiert werden, die zufällige Buchstaben- und Zahlenkombinationen erstellen oder aber auch richtige Wörterbücher sein. Diese Listen werden dann mit Hilfe von Crack-Programmen für sog. Wörterbuchangriffe verwendet.
Es gibt Listen, die Namen und Begriffe auf verschiedenen Genren enthalten. So gibt es Listen aus Star Trek, Herr der Ringe und anderen beliebten Bereichen. Die Passwortlisten sind meist als .txt Dateien abgespeichert, da diese keine Formatierungen enthalten. Sie sind beliebte Objekte in Tauschbörsen wie eDonkey oder eMule.  